# Abd al-Karím Ubajd
Šejch Abd al-Karím Ubajd (arabsky: الشيخ عبدالكريم عبيد, anglicky: Abdel Karim Obeid; * 1957) je imám, uznávaný ší'itský vůdce, duchovní a vysoce postavený příslušník libanonského hnutí Hizballáh. Podílel se na únosech izraelských vojáků a protiizraelských útocích. V roce 1989 jej uneslo izraelské komando a byl patnáct let vězněn Izraeli, a to až do roku 2004, kdy byl propuštěn v rámci výměny vězňů.

## Biografie
Narodil se v jiholibanonské vesnici Džibšít (جبشيت) a patřil mezi následovníky šejcha Muhammada Husajna Fadlalláha. V roce 1980 odjel do Íránu, kde studoval islámské vědy ve městě Qom. Zde zároveň získal výcvik v oblasti zbraní, sabotáží a metod teroristických útoků. Po první libanonské válce se v roce 1982 vrátil zpět do Džibšítu, kde byl jmenován imámem. I poté udržoval úzké styky s Íránem a stal se jedním z vůdců Hizballáhu v jižním Libanonu.

### Únos a věznění
V roce 1989 byl izraelským bezpečnostním kabinetem schválen Ubajdův únos. Dne 28. července 1989 v 1.00 místního času (podle jiného zdroje ve 2.00) přistály nedaleko vesnice Džibšítu vrtulníky s třiceti příslušníky speciální jednotky Sajeret Matkal pod vedením zástupce velitele jednotky Amose Ben Avrahama. Komando se přesunulo do vesnice, kde identifikovalo Ubajdův dům. Tam překvapeného Ubajdu zadrželi v posteli a pod pohrůžkou zbraní odvedli (společně se čtyřmi dalšími zadrženými muži) k výchozímu bodu, odkud byl letecky přepraven do Izraele. Následujícího dne se Izrael přihlásil k Ubajdovu zmizení. Cílem únosu bylo vylepšit vyjednávací pozice Izraele při jednání o propuštění zadržovaných izraelských vojáků a získání informací o jednom z nich – navigátorovi a zbraňovém důstojníkovi Ronu Aradovi, který byl zajat v říjnu 1986 poté, co se katapultoval nad jižním Libanonem. Ubajdův únos však v Aradově případu nepřinesl žádné nové informace. Při výslechu uvedl, že se domnívá, že Arad stále žije, a že je svými vězniteli přemisťován z místa na místo. Izrael prostřednictvím ministra obrany Jicchaka Mordechaje navrhl vzájemnou výměnu vězňů. Hizballáh však reagoval slovy, že s Izraelem jednat nebude.

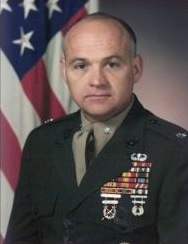
Podplukovník americké pěchoty W. Higgins byl jedním ze zajatců, na jehož únosu se Ubajd podílel. Hizballáh později hrozil jeho popravou, pokud nebude Ubajd propuštěn.

Ubajdův únos se na mezinárodní scéně setkal s kritikou a odsouzením. Jako odsouzeníhodný jej označil Generální tajemník OSN Javier Pérez de Cuéllar, zatímco americký prezident George H. W. Bush se stavil k izraelské akci rezervovaně a prohlásil, že si nemyslí, že by „únosy a násilí pomohly míru.“ Rada bezpečnosti OSN schválila rezoluci č. 638 odsuzující všechny únosy jako „vážné porušení mezinárodního práva“ a vyzývající k propuštění všech rukojmí, ať již jsou drženi kdekoli a kýmkoli.
Podle profesora mezinárodního práva, sira Dereka Bowetta, však článek 51 Charty OSN umožňují únosy teroristů („daný stát by měl demonstrovat nezbytnost svého počítání a zajistit, že operací nebudou trpět nevinní jednotlivci“). O Ubajdovo propuštění usilovali Hizballáh i Írán. Souhlasně pohrozili útokem na izraelské a americké cíle v Libanonu a popravou zajatců. Po nesplnění podmínek zveřejnil fotografii oběšeného podplukovníka Higginse (na jehož únosu se Ubajd podílel). Ukázalo se však, že jde o podvrh a Higgins byl zabit již dříve.
Během výslechů Ubajd přiznal své zapojení v plánování, řízení a podpoře únosu dvou izraelských vojáků z února 1996, řady útoků proti izraelským vojenským cílům v Libanonu a únosu podplukovníka americké pěchoty Williama Higginse (Vypověděl, že plán na únos Higginse byl připraven v jeho domě, a že poblíž jeho domu bylo měsíc ukryto auto, kterým byl Higgins unesen.). V roce 1994 unesli příslušníci Hamásu izraelského vojáka Nachšona Wachsmana a kromě propuštění 200 palestinských vězňů a šejcha Jásina požadovali též propuštění Ubajda. Izraelská armáda se pokusila o záchrannou operaci, ale Wachsman byl ještě před osvobozením zabit únosci.
Ubajd byl vězněn celkem patnáct let, a to na základě správní vazby a zákona Imprisonment of Illegal Warriors Act, a to bez soudního procesu. Během svého věznění byl držen nejprve ve známém vězení 1391 poblíž zelené linie a později přemístěn do zařízení Ašmoret poblíž Kfar Jony severně od Tel Avivu.

### Výměna
Ubajd byl propuštěn 29. ledna 2004 v rámci dohody mezi Izraelem a Hizballáhem zprostředkované německou Spolkovou zpravodajskou službou. Výměnou za propuštění šejcha Ubajda, Mustafy Diraniho a dalších více než 400 libanonských a palestinských vězňů Izrael požadoval informace o pohřešovaném Ronu Aradovi, propuštění izraelského podnikatele Elchanana Tannenbauma a předání ostatků tří izraelských vojáků unesených v říjnu 2000 Hizballáhem v oblasti farem Šibáa. Podle Hizballáhu došlo k únosu vojáků s cílem jejich budoucí výměny za izraelské vězně. Propuštění Ubajda a Diraniho způsobilo značné rozčarování v rodině nezvěstného Rona Arada. Následně předané informace o Aradovi nikam nevedly a u předaných ostatků nebyla DNA testem potvrzena shoda.
Po svém propuštění byl Ubajd v Bejrútu s ostatními vězni přivítán za velkých oslav na červeném koberci. Oslav se zúčastnili i libanonský prezident Emile Lahoud a vůdce Hizballáhu šejch Hasan Nasralláh.